# R.G. Springsteen
Robert G. Springsteen (Tacoma, 8 settembre 1904 – Los Angeles, 9 dicembre 1989) è stato un regista statunitense.

## Biografia
Springsteen durante il primo avvento del sonoro, dal 1936 al 1944, fu assistente alla regia. Firmò la sua prima regia con Marshal of Laredo, nel 1945. Inoltre diresse numerosi film western di serie B.
A lui, durante le riprese dei film, vennero accreditati nominativi differenti, fra questi: Bud Springsteen e Robert Springsteen.

## Filmografia

### Cinema
- Marshal of Laredo (1945)
- Colorado Pioneers (1945)
- Wagon Wheels Westward (1945)
- California Gold Rush (1946)
- Sheriff of Redwood Valley (1946)
- Home on the Range (1946)
- Sun Valley Cyclone (1946)
- Man from Rainbow Valley (1946)
- Conquest of Cheyenne (1946)
- Santa Fe Uprising (1946)
- Stagecoach to Denver (1946)
- Vigilantes of Boomtown (1947)
- Homesteaders of Paradise Valley (1947)
- Oregon Trail Scouts (1947)
- Rustlers of Devil's Canyon (1947)
- Marshal of Cripple Creek (1947)
- Along the Oregon Trail (1947)
- Under Colorado Skies (1947)
- The Main Street Kid (1948)
- Heart of Virginia (1948)
- Secret Service Investigator (1948)
- Out of the Storm (1948)
- Son of God's Country (1948)
- Sundown in Santa Fe (1948)
- Renegades of Sonora (1948)
- Sheriff of Wichita (1949)
- Death Valley Gunfighter (1949)
- Inferno di fuoco (Hellfire) (1949)
- La minaccia (The Red Menace) (1949)
- Flame of Youth (1949)
- Navajo Trail Raiders (1949)
- L'amante del bandito (Singing Guns) (1950)
- Belle of Old Mexico (1950)
- Harbor of Missing Men (1950)
- The Arizona Cowboy (1950)
- Hills of Oklahoma (1950)
- Covered Wagon Raid (1950)
- Frisco Tornado (1950)
- Million Dollar Pursuit (1951)
- Honeychile (1951)
- Street Bandits (1951)
- La sceriffa dell'Oklahoma (Oklahoma Annie) (1952)
- The Fabulous Senorita (1952)
- Gobs and Gals (1952)
- Tropical Heat Wave (1952)
- Il massacro di Tombstone (Toughest Man in Arizona) (1952)
- Mercato di donne (A Perilous Journey) (1953)
- Geraldine (1953)
- G men: evaso 50574 (I Cover the Underworld) (1955)
- Track the Man Down (1955)
- Detective G. sezione criminale (Double Jeopardy) (1955)
- Cross Channel (1955)
- Secret Venture (1955)
- L'amore più grande del mondo (Come Next Spring) (1956)
- When Gangland Strikes (1956)
- La gang della città dei divorzi (Affair in Reno) (1957)
- Cole il fuorilegge (Cole Younger, Gunfighter) (1958)
- Inferno nel penitenziario (Revolt in the Big House) (1958)
- Lo stallone selvaggio (King of the Wild Stallions) (1959)
- Plotone d'assalto (Battle Flame) (1959)
- Operazione Eichmann (Operation Eichmann) (1961)
- Il collare di ferro (Showdown) (1963)
- Il ballo delle pistole (He Rides Tall) (1964)
- Una pallottola per un fuorilegge (Bullet for a Badman) (1964)
- Taggart 5000 dollari vivo o morto (Taggart) (1964)
- Lo sperone nero (Black Spurs) (1965)
- La vendetta degli Apache (Apache Uprising) (1965)
- Johnny Reno (1966)
- Waco una pistola infallibile (Waco) (1966)
- Il grido di guerra dei sioux (Red Tomahawk) (1967)
- Agguato nel sole (Hostile Guns) (1967)
- La grande rapina di Long Island (Tiger by the Tail) (1968)

### Televisione
- The Hardy Boys: The Mystery of the Ghost Farm – seial TV di 15 episodi (1957)
- Lassie – serie TV, 2 episodi (1958)
- The Millionaire – serie TV, 2 episodi (1957-1958)
- The David Niven Show – serie TV, un episodio (1959)
- Trackdown – serie TV, 7 episodi (1958-1959)
- Avventure in elicottero (Whirlybirds) – serie TV, 8 episodi (1957-1959)
- Ricercato vivo o morto (Wanted: Dead or Alive) – serie TV, 5 episodi (1959)
- Gunsmoke – serie TV, 2 episodi (1959)
- Johnny Ringo – serie TV, un episodio (1960)
- Wichita Town – serie TV, 3 episodi (1959-1960)
- Avventure lungo il fiume (Riverboat) – serie TV, 2 episodi (1960)
- Gli uomini della prateria (Rawhide) – serie TV, 8 episodi (1960-1961)
- Gunfight at Black Horse Canyon – film TV (1961)
- The Tall Man – serie TV, 6 episodi (1961-1962)
- Tales of Wells Fargo – serie TV, 16 episodi (1961-1962)
- Il virginiano (The Virginian) – serie TV, un episodio (1964)
- Carovane verso il west (Wagon Train) – serie TV, 5 episodi (1960-1964)
- Bonanza – serie TV, 5 episodi (1965-1966)
- Laredo – serie TV, 5 episodi (1965-1966)
- Tarzan – serie TV, un episodio (1966)
- The Monroes – serie TV, un episodio (1967)
- Daniel Boone – serie TV, 4 episodi (1966-1967)
- L'orso Ben (Gentle Ben) – serie TV, 10 episodi (1967-1968)